# Kiruhura (district)
Kiruhura is een district in het westen van Oeganda. Kiruhura telde in 2020 naar schatting 212.087 inwoners op een oppervlakte van 3.043 km².
Het district werd opgericht in 2005 door afsplitsing van het district Mbarara. In 2019 werd het noordelijk deel van het district afgesplitst bij de oprichting van het district Kazo.
Het landschap van het district is heuvelachtig en bestaat grotendeels uit savanne. Grootste meren zijn Lake Kacheera en Lake Mburo. Rond dit laatste meer ligt het Nationaal park Lake Mburo.

Het district voor Kazo werd afgesplitst